# Wie zoekt die vindt
Wie zoekt die vindt is het 19de stripverhaal van Jommeke. De reeks wordt getekend door striptekenaar Jef Nys.

## Personages
- Jommeke
- Flip
- Professor Gobelijn
- Filiberke
- Pekkie
- Annemieke
- Rozemieke
- kleine rollen : Marie, Theofiel, bewoners uit Bagdad, knolhoofdindianen, ...

## Verhaal
Jommeke ontdekt op een dag bij toeval een steen met een pijl. Daaronder vindt hij een kruik met een tekst in een geheim schrift. Professor Gobelijn kan het ontcijferen. De boodschap meldt dat er iets ligt op Porto Santo, een eiland in de Atlantische Oceaan bij Madeira. Jommeke en zijn vrienden besluiten ernaartoe te reizen, de start van een zoektocht naar het onbekende verborgene.
Op het strand van Porto Santo vinden ze een nieuwe pijl met in de grond een kistje met een nieuwe boodschap. Deze stuurt hen door naar een minaret in het oude Bagdad. Als westerlingen mogen ze de moskee niet binnen. Jommeke vermomt zich en vindt in de toren een nieuwe boodschap. Hij wordt echter ontdekt, maar kan door de hulp van Flip ontsnappen. De nieuwe boodschap leidt hen naar de Sahara. Tijdens het opgraven van een kist, loopt hun drinkwatervoorraad weg. In de kist vinden ze een nieuwe boodschap, waarna ze zo snel mogelijk een oase proberen te bereiken. Een na een bezwijken ze onder de hitte. Een vliegtuig merkt hen echter op en bezorgt hen drinkwater.
De vierde boodschap leidt hen naar de Noordpool. In het poolijs vinden ze een vuilnisemmer met een nieuwe boodschap. Die brengt hen naar de oerwouden van Zuid-Amerika, meer bepaald naar de krater van een vulkaan waar een bloeddorstige indianenstam woont. Ze vinden er een nieuwe boodschap die hen terug naar de eerste vindplaats leidt. Kort daarna worden ze echter door de indianen gevangengenomen. Flip slaagt er 's nachts in om hen te bevrijden. Ze bereiken het thuisfront opnieuw en gaan verder op zoek. Op de nieuwe aangeduide plaats werd inmiddels een huis gebouwd. Ze breken de kelder open en vinden een kist met opnieuw een papier. De geheime briefschrijver feliciteert hen met hun volhardendheid en alles blijkt een grap.

## Achtergronden bij het verhaal
- De titel van dit album verwijst naar een bekend spreekwoord : 'Wie zoekt, die vindt'. Het album is opgevat als een voortdurende zoektocht naar een vermeende schat, die uiteindelijk niet blijkt te bestaan.
- Jommeke en zijn vrienden bezoeken onderweg tal van plaatsen. Eerder in de reeks belandden ze al op tropische eilanden en de oerwouden van Zuid-Amerika, hoewel het de eerste keer is dat ze met wilde indianenstammen te maken krijgen. Het is hun eerste bezoek aan Bagdad, maar net zoals bij een eerder bezoek aan Egypte worden de Arabieren er als woest en levensgevaarlijk voor westerlingen afgebeeld. Ook de woestijn kwam al een keer voor in de reeks. Het is wel de eerste keer dat ze naar het hoge noorden en de Noordpool trekken.
- De onmetelijke berg afwas van professor Gobelijn wordt in dit album voor het eerst getoond. Dit wordt een vast verschijnsel dat in heel wat latere albums terug voorkomt.